# Reparato (homem claríssimo)
Reparato (em latim: Reparatus) foi um oficial romano do século VI, ativo no Reino Ostrogótico durante o reinado do rei Vitige (r. 536–540). Um homem claríssimo e prepósito dos cursores (mensageiros) do palácio real (praepositus cursorum domnicorum), estava em Ravena em 540, quando a cidade foi sitiada pelo general Belisário, e teria testemunhado a aquisição de uma propriedade por Montano.